# Rębiechów
Rębiechów ist ein Dorf und Schulzenamt der Gemeinde Kobylin im Powiat Krotoszyński in der Woiwodschaft Großpolen im westlichen Zentral-Polen. Der Ort befindet sich etwa 2 km nordwestlich von Kobylin, 16 km westlich von Krotoszyn, und 75 km südlich der Landeshauptstadt Poznań.

## Geschichte
Der Ort gehörte nach der Zweiten Teilung Polens 1793 zum Kreis Krotoschin. Im Jahr 1910 hatte der Ort 112 Einwohner und hieß Rembichow.
In den Jahren von 1975 bis 1998 gehörte der Ort zur Wojewodschaft Leszno.